# عبادآباد
عبادآباد یک منطقهٔ مسکونی در ایران است که در استان اردبیل واقع شده‌است. براساس سرشماری مرکز آمار ایران در سال ۱۳۹۵، عبادآباد ۱۵۲ نفر جمعیت دارد.